# Xã North Ottawa, Quận Grant, Minnesota
Xã North Ottawa (tiếng Anh: North Ottawa Township) là một xã thuộc quận Grant, tiểu bang Minnesota, Hoa Kỳ. Năm 2010, dân số của xã này là 50 người.